# Palazzo Frescobaldi di San Jacopo
Il palazzo Frescobaldi di San Jacopo è un edificio storico di Firenze, situato in piazza de' Frescobaldi 1r-2r angolo Borgo San Jacopo, zona Oltrarno.

## Storia

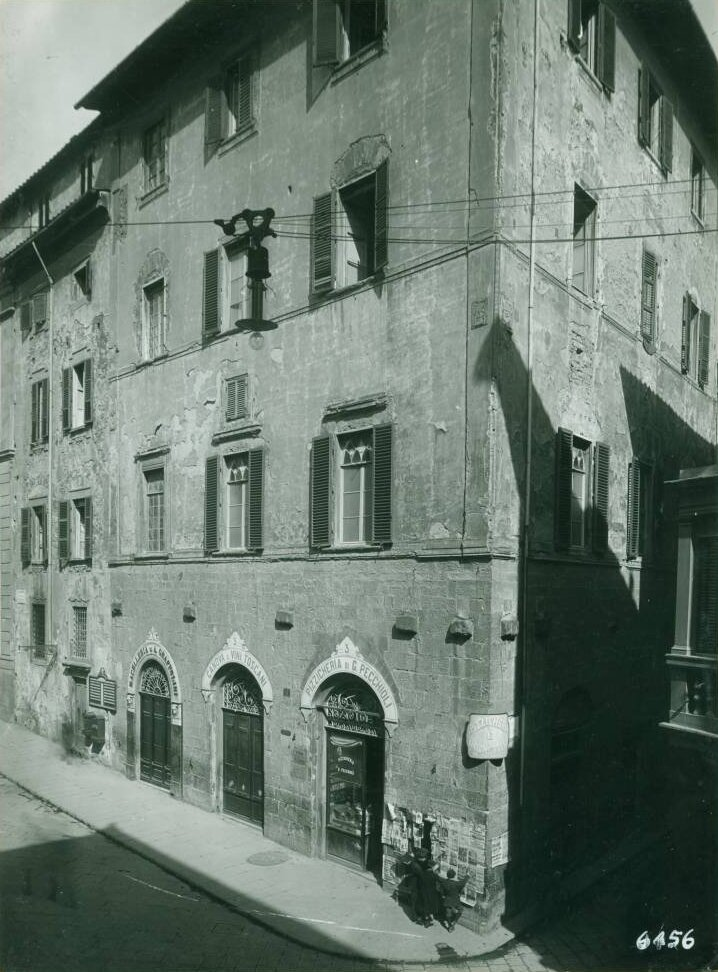
Il palazzo prima dei restauri del 1921

Il palazzo determina la cantonata con borgo San Jacopo e documenta quanto resta degli edifici facenti parte delle proprietà della potente famiglia Frescobaldi, la cui residenza principale insisteva a fianco del ponte Santa Trinita, laddove ora si erige il palazzo della Missione. Si può anzi ipotizzare che il carattere di questo prospetto fosse quello proprio di tutto il grande 'casone' che a un certo punto della storia del complesso ha caratterizzato questo lato della piazza, mentre dal lato opposto si susseguivano edifici di minor pregio ed estensione, destinati a magazzini e rimesse, fino a giungere alla loggia che caratterizzava l'ultimo tratto verso il lungarno. 
Di conseguenza, per un certo periodo (anche se la letteratura consultata non fornisce dati cronologici certi), anche questa porzione fu inglobata nello stesso convento dei Barbetti e, come questo, occupata prima da uffici poi da scuole. 
Il palazzo fu restaurato da Alfredo Lensi in occasione del secentenario dantesco del 1921, a ricordo di quel Dino Frescobaldi che fu l'intimo amico del sommo poeta. Garneri, testimone nel 1924 dell'intervento, segnala nella sua guida l'edificio come 'recente ricostruzione', a sottolineare quanta prudenza occorra oggi per leggere la fabbrica. Tuttavia, dall'esame delle fotografie che documentano l'immobile prima dell'intervento non si rilevano trasformazioni radicali delle preesistenze, eccezion fatta per la demolizione degli intonaci, la riaperture dell'arco delle finestre e delle buche pontaie, l'apposizione dello scudo con l'arme Frescobaldi al posto di una finestrella. 
Un ulteriore intervento alle facciate è documentato negli anni 1980.

## Descrizione

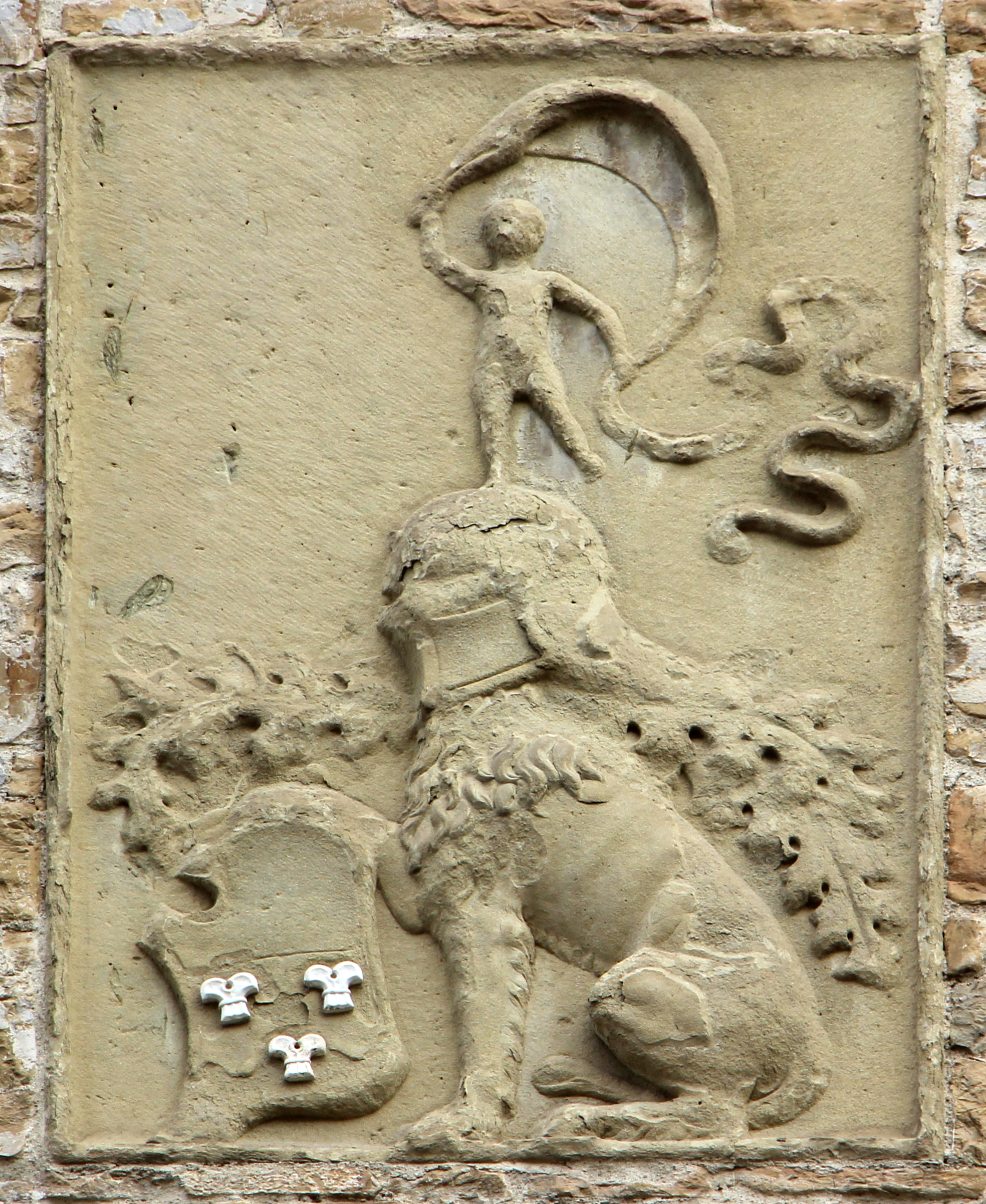
Lo stemma Frescobaldi con raffigurazione della Fortuna nel cimiero

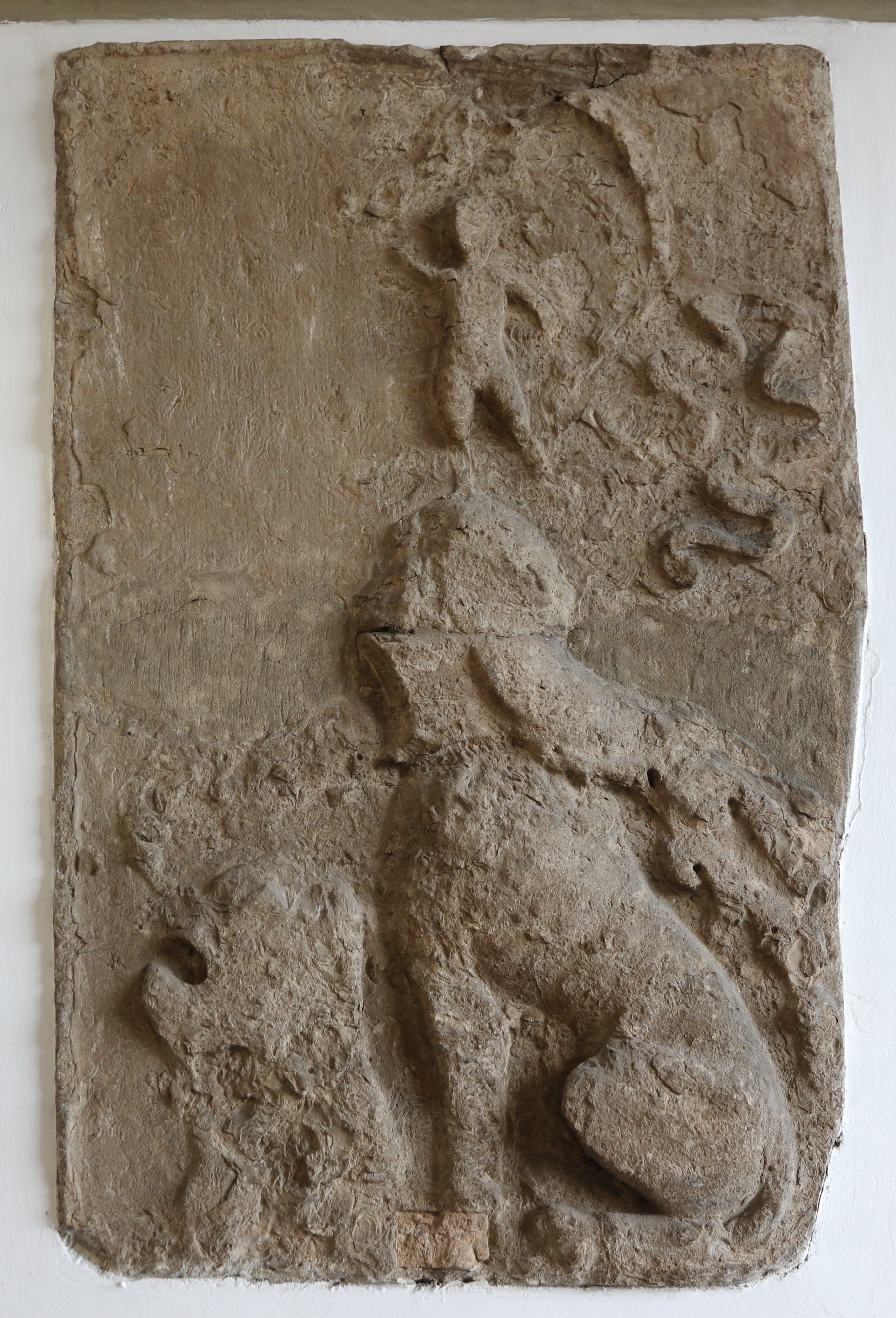
Lo stemma originale nell'atrio del palazzo della Missione

L'edificio presenta ancora oggi i tipici caratteri della casa magnatizia trecentesca, con i fronti in pietra a vista (grandi bozze regolari di pietra forte al primo piano, filaretto ai superiori), eccezion fatta per l'ultimo piano che è da reputarsi una soprelevazione o ricostruzione più tarda. 
Al piano terreno, a guardare la piazza, sono tre grandi fornici in pietraforte che oggi sono di accesso a vari edifici commerciali: i pilastri che affiorano dall'intonaco testimoniano ugualmente la presenza di un'antica costruzione trecentesca. Il primo e il secondo piano mostrano, sulla piazza, tre assi di finestre ad arco ribassato, le inferiori allineate su di un ricorso in pietra, che non sembrerebbero aver subito rimaneggiamenti sostanziali. Sui fronti si notano varie buche pontaie con solide mensole d'appoggio e, al centro del prospetto sulla piazza, una ampia lastra di pietra arenaria scolpita con un leone e altri segni araldici che reca uno scudo con l'arme dei Frescobaldi (troncato, a tre rocchi di scacchiere), collocata dopo il cantiere del 1921 (l'originale, in peggior stato conservativo, si trova nell'atrio del palazzo della Missione). Sul fronte di borgo San Jacopo la situazione si ripete pressoché identica, con uno sviluppo ugualmente corrispondente a tre assi per quattro piani.